# Rudolf Hirsch (Dichter)

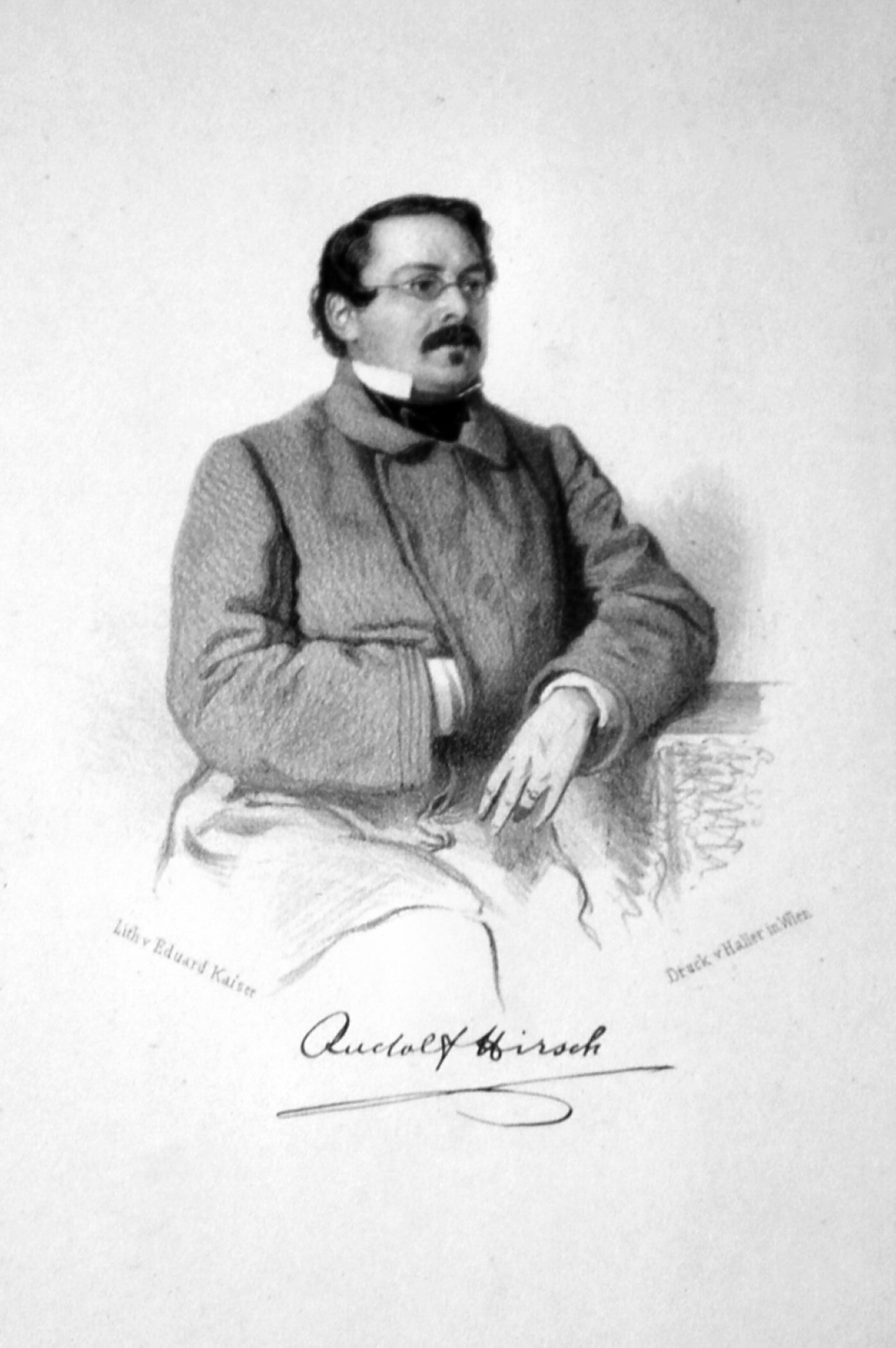
Rudolf Hirsch,
Lithographie von Eduard Kaiser

Rudolf Hirsch (* 1. Februar 1816 in Napajedl, Mähren; † 10. März 1872 in Wien) war ein österreichischer Journalist und Redakteur, aber auch Dichter und Komponist.

## Leben
Hirsch war ein Sohn des Johann Hirsch (10. Februar 1780 – 13. September 1849), eines Justizamtmanns der gräflich Cobenzlschen Herrschaft Napajedl. Seine ersten Unterweisungen erhielt er im Haus seiner Eltern. Da er früh ein musikalisches Talent zeigte, wurde er darin von einem Privatlehrer unterwiesen. Er kam im Alter von 8 Jahren in die Schule in Olmütz und besuchte später, da nach Tod der Gräfin Therese Cobenzl das Dienstverhältnis seines Vaters endete, das Gymnasium in Brünn. Er studierte zunächst Philosophie an den Universität Brünn und nach erfolgreichem Abschluss von 1834 bis 1838 Jura an der Universität Wien, wo er im Haus des Redakteurs Josef Sigmund Ebersberg untergebracht war. Nach seiner Rückkehr war Hirsch im Dienst der Stadt Brünn tätig. Er gab diese Stellung jedoch auf und begab sich um 1840 nach Leipzig. Er wurde im Haus des Bankiers Gustav Harkort aufgenommen und arbeitete bis 1843 als Redakteur der Zeitschrift Der Komet. Hier betätigte er sich zudem als Dichter von Liedern (rund 100 Kompositionen für Gesang), die er selbst vertonte oder sang. Er gab von 1841 bis 1845 in vier Jahrgängen das Album für Gesang heraus, an dem sich namhafte Komponisten mit Beiträgen beteiligten. Nach seiner Verlobung mit Klara Schulze, der Tochter eines Bauinspektors Johann Justus Peter Schulze aus Halle und Nichte der Schriftstellerin Henriette Paalzow, suchte er eine feste Anstellung und ging nach Österreich.
Im Jahr 1843 wurde er in den k.k. Staatsdienst unter Leitung des Grafen Franz Seraph von Stadion in Triest aufgenommen. Am  2. Februar 1845 heiratete er seine Verlobte Clara Schulze, die sich im privaten Kreis auch als Altsängerin betätigte. Dort legte er das Staatsexamen ab und war danach beim Kreisamt in Pisino eingesetzt. Am 27. Oktober 1849 wurde zum Gubernalkonzipisten ernannt und im März 1850 als Bezirkskommissär in das Innenministerium nach Wien berufen. 1852 wurde er zum Hofkonzipisten und Bibliothekar der neu gegründeten k. k. obersten Polizeihofstelle ernannt. In den Jahren 1861 bis 1870 war er Ministerialsekretär. Anfangs hatte er eine große Sammlung von fast 30.000 Porträts gesammelt, von denen er sich jedoch in den 1860er Jahren wieder trennte. Seiner Witwe wurde nach seinem Tod aus der Zentralkasse eine Schriftstellergabe (Pension) zuteil, sie starb nach 1895.

## Werke (Auswahl)
Als Lyriker veröffentlichte Hirsch mehrere Gedichtsammlungen und ist als ein Nachzügler der schwäbischen Schule zu betrachten. Er arbeitete teilweise auch mit anderen Musikern zusammen, so schrieb beispielsweise 1844 Friedrich Schneider die Musik zu seinem Gedicht An das Vaterland, während er andererseits Gedichte anderer Künstler vertonte wie Das Blumenmädchen (Gedicht La Vendifiora von Cangiani) im Album für Gesang. Unter seinen Originalkompositionen für Gesang befinden sich rund 85 zu Dichtungen von Karl Beck, Adolf Böttger, Joseph von Eichendorff, Franz von Gaudy, Ludwig Halirsch, Heinrich Laube, Julius Mosen, Ludwig Uhland, Johann Nepomuk Vogl und anderen.
- Gallerie lebender Tondichter, Biographisch-kritischer Beitrag. Güns [ung. Köszeg] 1836.
- Rafaele. (Drama) 1836.
- Frühlingsalbum. Leipzig 1837.
- Album für Gesang. 4 Bände, Leipzig / Wien 1841–1845, (3. Jahrgang digital.ub.uni-duesseldorf.de, 4. Jahrgang digital.ub.uni-duesseldorf.de).
- Balladen und Romanzen. Leipzig 1841.
- Buch der Sonette. Leipzig 1841.
- Soldatenspiegel. Triest 1849.
- Irrgarten der Liebe. Wien 1850.
- Reiser und Reisig. Wien 1850.
- 50 Poetische Schriften. 2 Bände, Wien 1851.
- Lieder ohne Weltschmerz. Leipzig 1853.
- Eulenspiegels Tagebuch. Gustav Heckenast, Pest 1856 (archive.org).
- Fresko-Sonette. Wien 1858.
- Mozart’s Schauspieldirector : Musikalische Reminiscenzen. Heinrich Matthes, Leipzig 1859 (digitale-sammlungen.de).
- Franz Graf Stadion. Eduard Hügel, Wien 1861 (books.google.de).

## Ehrungen (Auswahl)
- Ernennung zum Doktor der Philosophie durch die Universität Jena (zwischen 1840 und 1843)
- Mitglied der Akademien in Bologna und der Akademie von Pistoja in Toscana
- Verleihung der großen goldenen Ehrenmedaille für Kunst und Wissenschaft (am Bande) durch die Könige von Belgier und von Hannover[6]